# Sublime Cadaveric Decomposition
Sublime Cadaveric Decomposition és una banda de death-gore-grind de París (França) formada el febrer de l'any 1996, amb l'esperit de participar en el desenvolupament de la música més extrema. Fins a l'any 2006 les seves composicions musicals no contenien cap lletra i les veus eren només sons guturals i crits.

## Història
Van publicar una primera demo en forma de cinta split, autoproduïda el juliol de 1997, Sublime Cadaveric Decomposition / Infected Pussy, que materialitzà els primers mesos de la banda underground. No seria fins a l'agost de 1998 que van publicar un primer àlbum en forma de split també Rot / Sublime Cadaveric Decomposition pel segell Bones Brigade el que va consolidar llur carrera musical. Cada membre de la banda estava influenciat per death metal, grind, crust, i l'escena hard core.
Fins al març de 2001 no publicaren de nou, aquesta vegada un àlbum de llarga durada amb el títol homònim Sublime Cadaveric Decomposition, tot i que dedicaren aquest període per actuar en directe a concerts i festivals, gravant també el març de l'any 2000 un split en 7" titulat SCD / Lymphatic Phlegm.
El tercer àlbum va ser produït per Osmose Productions l'any 2003. Segons la banda assoliria ja el punt de nivell extrem que s'havien proposat. Aquest àlbum també els va permetre fer una gira a escala mundial.
L'agost de 2003 la banda va patir canvis i discussions, a causa dels hàbits dels músics i llurs inquietuds musicals. Això comportaria un nou lapsus de temps sense publicar, fins al 2006 quan va sortir amb Relapse Records una demo parcial d'un quart àlbum que es publicaria en forma de split. Aquest quart àlbum Inventory Of Fixtures va ser publicat per Bizarre Leprous Productions l'any 2007. Va ser un canvi a les intencions de la banda, també en la forma de compondre, de redactar les lletres, del seu so, i del grafisme. Les influències gore grind van ser influenciades pel crust transitant pel propòsit original de música grind'n'roll mesclada amb una veu potent, com a marca distintiva de SCD.
El cinquè àlbum Sheep‘n'Guns va sortir el 2011 per celebrar el 15è aniversari de la banda. Amb un so més net i quirúrgic, les composicions tiraren més cap al death metal, practica una tècnica més acurada i amb fortes influències de rock l ‘n'roll. Aquest any també van participar en festivals com el Hellfest, Motocultor, Neurotic Death, Sylak, Mass Destruction, SWR, Obscene i una primera gira pel Regne Unit.
El 2016 van gravar el sisè àlbum Raping Angels in Hell, encara més tècnic que els anteriors i amb més influències acumulades al llarg de vint-i-un anys de carrera. Conté influències de porno gore, tocs subtils de black metal, i lletres i grafisme més acurats. L'àlbum va eixir el 15 de setembre de 2017 per Animate Records.Van anar de gira per festivals d'arreu del món com el Muscadeath (França), Maryland Deathfest (Estats Units), Earslaughter Fest (Canadà), Grindhoven (Països Baixos), Eradication Fest (Regne Unit), Flesh Party (Eslovàquia), Toxic Holocaust i Broken Hope.

## Membres

### Membres actuals
- Seb, veus[4]
- Thomas, guitarra
- Duff, baix
- Mat, bateria

### Membres anteriors
- Guillaume, guitarra
- Tristan, veu i guitarra
- Bruno, veu i guitarra
- Dagulard, bateria
- Kevin Foley, bateria
- Junior Rodriguez, bateria
- Dirk Verbeuren, bateria
- Yov, bateria